# Jan Czarnecki (żołnierz AK i KWP)
Jan Marian Czarnecki ps. „Orlik”, „Pirat” (ur. 1928 lub 1929, zm. 1 kwietnia 2011 w Warszawie) – polski żołnierz podziemia niepodległościowego, major WP w stanie spoczynku, członek Armii Krajowej (AK), a następnie Konspiracyjnego Wojska Polskiego (KWP), dowódca batalionu „Źródło”, działacz kombatancki.

## Działalność konspiracyjna w czasie wojny i po wojnie
Od lutego 1942 do stycznia 1945 roku był członkiem AK oraz Podziemnej Organizacji Wojskowej w stopniu podchorążego. Latem 1944 r., walczył w szeregach 25 pułku piechoty AK Ziemi Piotrkowsko-Opoczyńskiej, biorąc w tym okresie udział w akcji „Burza”. Członek Ruchu Samoobrony AK i Narodu.
W następnym okresie piastował funkcję komendanta antykomunistycznego batalionu „Źródło” w Tomaszowie Mazowieckim, który podlegał bezpośrednio dowódcy KWP Stanisławowi Sojczyńskiemu „Warszycowi”. Aresztowany 7 października 1949 r., został skazany na dożywocie. Wyrok odbywał w więzieniu we Wronkach. Zwolniony w 1956 na mocy amnestii.

## Po zwolnieniu z więzienia
W latach 1956–1960, studiował historię sztuki na UW. Zajmował się publicystyką kulturalną o tematyce filmowej oraz fotografią.
Piastował funkcję przewodniczącego Oddziału Tomaszów Mazowiecki Ogólnokrajowego Związku Byłych Żołnierzy Konspiracyjnego Wojska Polskiego oraz organizator i wiceprzewodniczący Oddziału Związku Byłych Więźniów Politycznych Okresu Stalinowskiego w Tomaszowie Mazowieckim. Członek Rady Kombatantów i Osób Represjonowanych przy Staroście Tomaszowskim.
Autor publikacji Konspiracyjne Wojsko Polskie. Baon Źródło – Tomaszów Mazowiecki. Zarys Historyczny.
Przez całe niemalże życie mieszkał w Tomaszowie Mazowieckim. Został pochowany na miejscowym cmentarzu.

## Odznaczenia
- Brązowy Krzyż Zasługi z Mieczami